# منتزه جبل بالونغ الوطني
منتزه جبل بالونغ الوطني (بالإندونيسية: Taman Nasional Gunung Palung)‏ هي محمية تقع في جزيرة بورنيو، في مقاطعة كالمنتان الغربية الإندونيسية، شمال مدينة كيتابانغ وشرق مدينة سوكادانا.

## التاريخ
أصبح جبل بالونغ محمية لأول مرة في عام 1937 كمحمية طبيعية للغابات تغطي مساحة 300 كم² (120 ميل مربع). لاحقًا وسعت إلى 900 كم (350 ميل مربع) في سنة 1981. ثم رقيت إلى محمية للحياة البرية، وفي 24 مارس 1990 أصبحت المنطقة حديقة وطنية.

## الجغرافيا
تتميز الحديقة بتنوع مواطن الكائنات الحية فيها، بدءًا من غابات المنغروف ومستنقعات المياه العذبة، وحتى غابات الطمي المنخفضة (إمبران بنش)، وغابات الجبال، وتنوع الحياة البرية فيها. وهي واحدة من الحدائق القليلة في العالم التي يمكن فيها مشاهدة إنسان الغاب في البرية.
أُنشئت فيها محطة أبحاث (كابانغ بانتي) عند السفح الغربي لجبال بالونغ الرئيسية سنة 1985، وتملكها وتُديرها هيئة إدارة المتنزه. وقد أسهمت الأبحاث هناك بشكل كبير في فهمنا لبيولوجيا غابات بورنيو.
واجهت الحديقة مشكلة قطع الأشجار العشوائي، والذي كان يتم بطريقة غير آلية، وخاصة بالفترة بين عامي (2000-2003). لكن من خلال المبادرات التي اتخذتها سلطات الحديقة والمنظمات غير الحكومية مثل زيادة أعداد الحرس والمراقبة بالطائرات الخفيفة والأنشطة التعليمية أدى إلى الحد من الأنشطة غير القانونية. ومع ذلك لا يزال قطع الأشجار غير القانوني مستمرًا في العديد من النقاط الساخنة. وللحد من الفقر المسبب لقطع الأشجار أنشئت في عام 2007 وكالة ASRI للرعاية الصحية بأسعار معقولة، كما وساعدت في التدريب على سبل العيش البديلة للقرويين الذين يعيشون حول الحديقة. وقد أدى ذلك إلى الحد بشكل كبير من قطع الأشجار غير القانوني في جميع أنحاء جبل بالونغ، حيث أن السكان المحليين الذين يتمتعون بإمكانية الوصول إلى الرعاية الصحية الموثوقة والمزيد من الفرص الاقتصادية أقل عرضة للاعتماد على الدخل من الأخشاب غير القانونية. كانت الحديقة واحدة من المواقع الرئيسة لمركز الاستجابة لقطع الأشجار غير القانوني الممول من الاتحاد الأوروبي (ILRC، والمسمى حاليًا FLEGT).